# Gás mostarda 2
Gás mostarda 2, ou pelo código HD2 é um agente químico formulado em [Cl(CH2)3]2S. É uma arma química de ação vesicante pelas lesões que causa na pele. É uma mostarda de enxofre.